# Popayán
Popayán là một khu tự quản thuộc tỉnh Cauca, Colombia. Thủ phủ của khu tự quản Popayán đóng tại Popayán Khu tự quản Popayán có diện tích 512 ki lô mét vuông. Đến thời điểm ngày 28 tháng 5 năm 2005, khu tự quản Popayán có dân số 187519 người.